# Didier Arnal
Pour les articles homonymes, voir Arnal.
Didier Arnal est un homme politique français, né le 8 septembre 1961 à Riom-ès-Montagnes dans le département du Cantal. Il est président du conseil général du Val-d'Oise de 2008 à 2011.

## Biographie
Titulaire d'un diplôme d'études supérieures spécialisées en économie-finances, il est membre du Parti socialiste depuis 1979 et membre de l'institut Pierre Mendès France[réf. nécessaire].

### Parcours politique
Président du groupe socialiste au conseil général, la victoire de la gauche aux élections cantonales de 2008 lui permet de devenir président du conseil général du Val-d'Oise. C'est la première fois que la gauche dirige le département depuis sa création en 1967.
Toutefois, la victoire de Philippe Métézeau UMP aux élections cantonales partielles des 20 et 27 septembre 2009 prive Didier Arnal de sa majorité. Même s'il peut théoriquement se maintenir, la droite demande sa démission de la présidence du conseil général. Cependant Didier Arnal fait valoir le fait que ni droite ni gauche ne possèdent de majorité après ce vote : en effet Robert Daviot ne fait plus partie du groupe UVO et se déclare désormais non inscrit. 
Lors des élections cantonales de 2011 dans le Val-d'Oise des 20 et 27 mars 2011 il est réélu conseiller général au second tour face au candidat du FN. Toutefois la gauche perd la majorité par 18 sièges contre 21 pour la droite. C'est alors Arnaud Bazin qui est élu président du conseil général le 31 mars 2011.
Il ne peut pas se représenter sous les couleurs du parti socialiste aux élections législatives de 2012 sur la 7e circonscription du Val d'Oise qui est réservée à une candidature féminine. C'est Charlotte Brun, sa suppléante de 2007, qui est investie, avec Patrick Haddad, conseiller municipal de Sarcelles, comme suppléant. Didier Arnal brigue alors l'investiture socialiste sur la 8e circonscription du Val-d'Oise mais il est battu par François Pupponi, député sortant et maire de Sarcelles.
Il se rallie  à Emmanuel Macron et à LREM en janvier 2017 et tente d'être tête de la liste de cette formation aux élections sénatoriales de 2017 dans le Val-d'Oise.

### Mandats en cours
- Conseiller municipal d'opposition à Saint-Brice-sous-Forêt depuis 2014[6],[7]
- Conseiller communautaire de la communauté de communes de l'Ouest de la Plaine de France (2014 → 2015) puis de la communauté d'agglomération Plaine Vallée (2016 → )

### Anciens mandats
- Adjoint au maire de Sarcelles, chargé des finances et du personnel de 1995 à 2001 ;
- Vice-président de Val de France de 1996 à 2001 ;
- Député de la septième circonscription du Val-d'Oise de 2001 à 2002 ;
- Président du groupe socialiste et apparentés au conseil général du Val-d'Oise jusqu'en 2008 ;
- Président du conseil général du Val-d'Oise de 2008 à 2011.
- Conseiller général du Val-d'Oise, canton de Sarcelles-Sud-Ouest de 1998 à 2015